# Traktat Waitangi
Traktat Waitangi (ang. The Treaty of Waitangi, maor. Te Tiriti o Waitangi) – traktat podpisany 6 lutego 1840 roku w Waitangi przez przedstawicieli Korony Brytyjskiej oraz różnych wodzów maoryskich, uważany przez historyków za dokument tworzący Nową Zelandię. Traktat ustanowił urząd gubernatora generalnego Nowej Zelandii, uznał maoryską własność ziemi i wszelkich innych dóbr oraz nadał im prawa obywateli brytyjskich. Prawa te nie zostały dotrzymane, co doprowadziło do trwających ponad trzydzieści lat wojen maoryskich.
W roku 1997 został wpisany na listę UNESCO Pamięć Świata.